# Bahána
Bahána (Bahna) település Romániában, Moldvában, Bákó megyében.

## Fekvése
A Tatros mentén, Onyest közelében fekvő település.

## Leírása
Bahánának a 2002 évi népszámlálási adatok szerint 594 lakosa volt. Ebből 528 volt római katolikus és 25 vallotta magát magyarnak, habár jóval magasabb lehet a számuk.